# Брандт, Вилли
Ви́лли Брандт (нем. Willy Brandt; имя при рождении — Ге́рберт Эрнст Карл Фрам, нем. Herbert Ernst Karl Frahm; 18 декабря 1913, Любек, Германская империя — 8 октября 1992, Ункель, Нойвид, Рейнланд-Пфальц, Германия) — немецкий государственный и политический деятель, председатель Социал-демократической партии Германии (1964—1987), 4-й федеральный канцлер ФРГ (1969—1974). Ранее занимал пост министра иностранных дел и вице-канцлера в кабинете Кизингера (1966–1969). С 3 октября 1957 года и до прихода в федеральное правительство 1 декабря 1966 года был правящим бургомистром Западного Берлина.
Будучи канцлером, поддерживал тесные связи ФРГ с США и сосредоточился на укреплении европейской интеграции в Западной Европе, одновременно начав новую восточную политику, направленную на улучшение отношений со странами Восточной Европы. Подвергался критике как правыми (за новую восточную политику), так и левыми (за поддержку политики США, включая войну во Вьетнаме, и правых авторитарных режимов). Брандт был также известен своей жёсткой антикоммунистической политикой. Её кульминацией стал принятый в 1972 году указ о радикалах, целью которого было предотвратить трудоустройство на государственную службу так называемых врагов конституции.
В 1974 году Брандт был вынужден уйти в отставку, после того как один из его ближайших помощников, Гюнтер Гийом, был разоблачён как агент Главного управления разведки Министерства государственной безопасности ГДР.
Лауреат Нобелевской премии мира (1971) за усилия по укреплению сотрудничества в Западной Европе через ЕЭС и улучшение отношений между ФРГ и странами Восточной Европы, включая взаимное признание ФРГ и ГДР. Кавалер ордена «За заслуги перед Федеративной Республикой Германия» (1959).

## Биография

### Ранние годы
Герберт Фрам, будущий Вилли Брандт, родился как внебрачный ребёнок 18 декабря 1913 года в пригороде Любека Санкт-Лоренц. Мать, Марта Фрам, урождённая Эверт (1894–1969), работала продавщицей Любекской потребительской ассоциации. Отцом Брандта был гамбургский учитель Йон Генрих Мёллер (1887–1958), с которым мать случайно познакомилась в марте 1913 года во время пасхальной поездки на остров Пёль. Марта Фрам не указала имени отца ребёнка, когда в ЗАГСе регистрировали рождение Герберта. 26 февраля 1914 года она крестила сына в пастырстве II евангелической церкви Св. Лоренца в Любеке, так как внебрачных детей не разрешалось крестить в приходской церкви.
Брандт так и не познакомился со своим биологическим отцом, хотя с 1947 года знал, кто он. С детства у него были отстраненные, холодные отношения с матерью, которая не справлялась с материнскими обязанностями. Оглядываясь назад, он называл её «женщиной, которая была моей матерью».
Поначалу Брандт рос с матерью, которая в будни уходя на работу, оставляла его под присмотром соседки. С 1919 года уход за ребёнком взял на себя приёмный дед Брандта Людвиг Фрам (1875–1935). Лишь за год до смерти Брандт узнал, что Людвиг Фрам не был его биологическим дедом. Фрам женился на матери Марты Эверт Вильгельмине в 1899 году и, вернувшись с Первой мировой войны, быстро построил близкие, доверительные отношения с пятилетним Гербертом. Он взял его в свой дом и держал под опекой на протяжении 1920-х годов. Вилли Брандт называл своего деда «папой». В аттестате зрелости Людвиг Фрам значился как его отец. В сентябре 1927 года мать Брандта вышла замуж за мастера строительных работ Эмиля Кульмана, а в феврале 1928 года у Брандта родился единоутробный брат Гюнтер Кульман. С тех пор Брандт видел свою мать лишь время от времени. Оглядываясь назад, он описывал свою молодость как «бездомную», а ситуацию в своей семье как «хаотическую».
Факт внебрачного рождения Брандта, которое его современники часто считали позорным пятном, во времена Федеративной республики использовался политическими оппонентами, чтобы унизить его. Брандт не защищался от этого, но признавался, что «происхождение и клевета» «впились в него как заноза». Это обстоятельство обсуждалось даже в ходе федеральной избирательной кампании 1965 года, в которой он баллотировался от СДПГ против кандидата ХДС Людвига Эрхарда.
Брандт посещал среднюю школу для мальчиков Св. Лоренца, а с 1927 года — реальное училище и в 1928 году перевелся в гимназию Йоханнеум в Любеке, где в 1932 году получил аттестат зрелости. В своём заявлении на сдачу выпускных экзаменов он указал, что хочет стать журналистом. Первоначально СДПГ предлагала Брандту партийную стипендию для обучения в университете, пока он в силу разногласий не ушёл из партии. В мае 1932 года он начал стажировку в транспортной и экспедиторской судоходной компании F.H. Bertling KG в Любеке.

### Первые шаги в политике
Интерес Брандта к политике восходит к его отчиму Людвигу Фраму. Фрам был членом СДПГ, избирался представителем своей партии в Любекском округе Хольстентор-Юг и в 1926 и 1929 годах баллотировался в городской парламент Любека по списку СДПГ. В 1925 году Брандт стал членом детской группы «Соколы», а с апреля 1929 года — Социалистической рабочей молодежи, в которой он как член любекской группы имени Карла Маркса при поддержке Юлиуса Лебера представлял радикальное направление. В 1931 году Брандт стал окружным председателем Социалистической рабочей молодежи региона Любек-Мекленбург.
С 1927 года в этой среде Брандт регулярно занимался журналистикой. «Любекер Фольксботе», местная газета СДПГ, которую редактировал Юлиус Лебер, в феврале 1927 года напечатала статью Брандта с двумя рисунками об однодневном студенческом походе с друзьями к истоку Траве. С 1928 года Брандт публиковал тексты на политические темы. Впоследствии он говорил, что в эти годы Лебер оказал на него решающее влияние. Его успеваемость в школе страдала из-за журналистской работы. В 1930 году его учитель посоветовал матери: «Держите сына подальше от политики. У мальчика хорошие способности. Но политика его погубит».
В 1930 году Брандт вступил в СДПГ. Год спустя, в октябре 1931 года, он порвал с Лебером и СДПГ. Разочаровавшись в её политике терпимости по отношению к мерам консервативного правительства рейхсканцлера Генриха Брюнинга, он обвинил партию в «отсутствии смелости» перед лицом необходимых социальных изменений. После этого Брандт примкнул к Социалистической рабочей партии Германии (СРПГ). Она сформировалась из левой социалистической группы, которая осенью 1931 года отделилась от фракции СДПГ в рейхстаге, и других организаций, занимавших положение между СДПГ и КПГ, чтобы вести борьбу против правых сил. Брандт стал одним из основателей и членом правления местного отделения СРПГ в Любеке, а затем взял на себя ряд организационных обязанностей для всей партии.

### Подполье и эмиграция
В 1933 году после прихода Гитлера к власти СРП была запрещена. Перейдя на нелегальное положение, партия продолжала бороться с нацистами, и Фраму, ставшему подпольщиком, было поручено создать филиал подпольной организации в Осло. В апреле 1933 года через Данию он эмигрировал в Норвегию, где изучал историю в Университете Осло. Тогда же взял себе псевдоним Вилли Брандт. В 1934 году принял участие в создании Международного бюро революционных молодёжных организаций и был избран в его секретариат от СРП.
В сентябре—декабре 1936 года Брандт по заданию руководителя подполья СРПГ в Париже Якоба Вальхера, выдавая себя за норвежского студента по имени Гуннар Гаасланд, курсировал между Норвегией и Германией для налаживания связей антифашистского подполья. В январе 1937 года от имени Социалистической рабочей партии вместе с лидерами КПГ и СДПГ, а также известными деятелями культуры подписал антифашистское воззвание к немецкому народу. В 1937 году в течение пяти месяцев в качестве военного корреспондента норвежских газет освещал события Гражданской войны в Испании.
В 1938 году Брандт был лишён гражданства немецким национал-социалистическим правительством, просил о предоставлении норвежского гражданства. Во время немецкой оккупации Норвегии в 1940 году попал в плен, но поскольку носил норвежскую военную форму, не был разоблачён и после кратковременного задержания в лагере для военнопленных в июне 1940 года смог бежать в Швецию. В августе 1940 года посольство в Стокгольме предоставило ему норвежское гражданство.
В Стокгольме Брандт оставался до конца войны, активно участвовал в организациях социал-демократов — политэмигрантов из европейских стран. Кроме того, он создал там «Шведско-норвежское бюро прессы», передававшее в международные СМИ информацию о положении дел в Германии и оккупированных странах, а также поддерживал связи со спецслужбами союзников. Брандт знал о покушении на Гитлера 20 июля 1944 года от немецкого дипломата, тайно участвовавшего в Сопротивлении, и одним из первых написал книгу об этом событии. В 1944 году вновь вступил в СДПГ.

### Возвращение в Германию
После Второй мировой войны в 1945 году Брандт вернулся в Германию в качестве корреспондента скандинавских газет и писал репортажи о судебных процессах над военными преступниками в Нюрнберге. 20 мая 1946 года он выступил в Любеке с речью о Германии и мире, получив одобрение местных социал-демократов, которые решили выдвинуть его кандидатуру на выборах бургомистра. После того как министр иностранных дел Норвегии Хальвард Ланге предложил ему поехать в Западный Берлин в качестве пресс-атташе норвежской военной миссии и оттуда писать норвежскому правительству отчеты о начавшейся «холодной войне», он отвернулся от своего родного города, потому что «Любек показался мне несколько тесноватым». Однако Брандт никогда не терял с ним связей. Все избирательные кампании накануне выборов он всегда завершал митингом в Любеке.
1 июля 1948 года правительство земли Шлезвиг-Гольштейн снова предоставило ему немецкое гражданство с 24 сентября 1948 года.
С 1947 года он постоянно использовал принятый в 1934 году псевдоним Вилли Брандт. В 1949 году полицей-президент Западного Берлина одобрил изменение его имени на Вилли Брандт. В 1961 году Брандт подчеркнул космополитический характер выбранного им имени. В Любеке, когда он завершил там свою стажировку, существовала компания по производству судового оборудования под названием William Brandt Wwe.
С 1948 по 1952 годы Брандт работал платным осведомителем американской военной контрразведки, передавал американцам за вознаграждение информацию о ситуации в ГДР, о деятельности правившей в ГДР Социалистической единой партии Германии (СЕПГ) и Союза свободной немецкой молодёжи, политзаключенных в тюрьме саксонского города Баутцена, восточногерманских верфях, фабриках, железных дорогах и телефонном оборудовании советских войск в ГДР.

### Политическая карьера в Западной Германии

#### Лидер СДПГ и министр
В 1950 году — член правления, в 1954—1958 годах — заместитель председателя правления, в 1958—1963 годах — председатель правления СДПГ Западного Берлина. Выдвигался кандидатом СДПГ на пост федерального канцлера на парламентских выборах 1961 и 1965 годов.
В 1949–1957 годах, в 1961 году, а также в 1969–1992 годах был депутатом бундестага (сначала от Берлина, а с 1969 года от Северного Рейна-Вестфалии), что в общей сложности составляет 31 год. На протяжении 23 лет был председателем Социал-демократической партии Германии — дольше, чем кто-либо, кроме Августа Бебеля.
В 1957—1966 годах — правящий бургомистр Западного Берлина. В это время он приобрёл особую популярность своими решительными действиями во время Берлинского кризиса. На выборах в Берлине 1963 года СДПГ набрала 61,9 % голосов, что стало вторым лучшим результатом за всю историю существования партии. Кроме того, Вилли Брандт нашёл международную поддержку в лице президента США Джона Кеннеди, принимавшего его в Белом доме в качестве лидера западногерманской оппозиции за месяц до встречи с канцлером Конрадом Аденауэром. В июне 1963 года Брандт сопровождал Джона Кеннеди во время его официального визита в Западный Берлин.
В 1966—1969 годах — министр иностранных дел и вице-канцлер в правительстве большой коалиции ХДС/ХСС и СДПГ под руководством Курта Георга Кизингера. В этой роли продвигал отход от предшествовавшего курса на конфронтацию со странами восточного блока в пользу политики «изменения через сближение» (Wandel durch Annäherung), установил дипломатические отношения ФРГ с Югославией и Румынией.
В 1969—1974 годах — федеральный канцлер ФРГ, возглавил коалиционное правительство СДПГ и СвДП (правительство Брандта-Шееля).
С ноября 1976 года по сентябрь 1992 года — председатель Социалистического интернационала.
В 1979–1983 годах — член Европейского парламента.
В 1987 году ушёл в отставку с поста председателя СДПГ и был избран её почетным председателем.

#### Федеральный канцлер
Брандт привёл СДПГ к победе на выборах 1969 года и на досрочных выборах 1972 года.
Его политика была направлена на смягчение напряжения между странами Восточной и Западной Европы и известна как «новая восточная политика». 1 февраля 1970 года в Эссене был подписан советско-западногерманский договор «газ — трубы», подготовленный при поддержке Брандта. 19 марта 1970 года в Эрфурте состоялась первая встреча глав правительств ГДР и ФРГ, положившая символическое начало сближению двух германских государств.

12 августа 1970 года в Москве Брандт подписал совместно с председателем Совета Министров СССР А. Н. Косыгиным договор о признании послевоенных границ в Европе, положивший начало серии договоров ФРГ с восточноевропейскими странами. В своём телеобращении к гражданам ФРГ из Москвы по случаю подписания договора он сказал: 
Европа не заканчивается на Эльбе или на восточной границе Польши. Россия неразрывно вплетена в европейскую историю, не только как противник и опасность, но и как партнёр — исторически, политически, культурно и экономически.
В 1972 году ГДР и ФРГ признали друг друга, после чего началось признание ГДР со стороны остальных государств, а в 1973 году она была принята в ООН.
7 декабря 1970 года во время государственного визита в Польшу Брандт преклонил колени перед монументом жертвам нацизма в Варшавском гетто. Столь необычным для государственного политика жестом он просил прощения от лица миллионов немцев за преступления, совершённые национал-социалистическим режимом.
10 декабря 1971 года за вклад в улучшение международных отношений удостоен Нобелевской премии мира (с формулировкой «В знак признания конкретных инициатив, повлёкших ослабление напряжённости между Востоком и Западом»).
Во внутренней политике Брандт сумел провести ряд социальных реформ. Изменения в сфере образования (в частности введение стипендий) привели к тому, что к 1972 году число студентов в ФРГ увеличилось почти в два раза и достигло почти 600 тысяч человек. Избирательная реформа снижала возрастной ценз избирателей с 21 до 18 лет, что позволило социал-демократам заручиться поддержкой студенчества.
Активная социальная политика правительства Брандта нашла отражение в ряде законов, улучшивших положение отдельных категорий населения, прежде всего со средними и низкими доходами. В частности вводилось обязательное страхование от несчастного случая для детсадовцев, школьников и студентов. Вместо обязательного выхода на пенсию в 65 лет вводилась подвижная возрастная шкала, улучшались условия пенсионного обеспечения для лиц с невысокими заработками. Изменения в системе медицинского страхования были направлены на проведение превентивных мер и выявление заболеваний на ранней стадии, что позволило повысить качество медицинских услуг.

### Отставка в связи со шпионским скандалом
24 апреля 1974 года в Бонне был арестован личный референт Брандта Гюнтер Гийом, который оказался шпионом ГДР. Это привело к серьёзному внутриполитическому кризису в ФРГ, закончившемуся 7 мая 1974 года отставкой Вилли Брандта с поста федерального канцлера.
О причинах отставки Брандта позже писал офицер КГБ Игорь Перетрухин: 
Дело в том, что партийное руководство Германской Демократической Республики не всегда одобряло многое из того, что делал в своих интересах «старший брат». Эрих Хонеккер и его предшественник Вальтер Ульбрихт имели свой собственный взгляд на судьбы немецкого народа и перспективы взаимоотношений с ФРГ. Безапелляционно считая себя «вождями всего рабочего класса Германии», они всячески старались преувеличить свою роль в исторической перспективе развития Германии и не упускали случая обострить там внутриполитическую обстановку. Это не без участия Э. Хонеккера был организован политический кризис в ФРГ, вызванный компрометацией неугодного им канцлера Вилли Брандта, пользовавшегося большим уважением и авторитетом не только в Германии, но и за ее пределами. Кончилось же все тем, что ему пришлось уйти в отставку. В подрыве позиций Брандта немалую роль сыграл внедренный в его канцелярию сотрудник МГБ ГДР капитан Гийом.
Вячеслав Кеворков также вспоминает разговор Брежнева с Андроповым по этому поводу:
Генеральный секретарь ЦК КПСС в течение нескольких лет делает все, чтобы совместно с канцлером ФРГ построить новые отношения между нашими странами, которые могут изменить ситуацию во всем мире, а вокруг вдруг начинается какая-то мышиная возня, сплетни про девиц и фотографии… И кто затеял это? Представь себе, наши немецкие друзья! А вот как я буду выглядеть при этом, «друзей» совершенно не интересует, они сводят счеты!
Отставка Брандта (а также одновременная отставка Никсона и смерть Помпиду) стали для Брежнева большой травмой, так как начала рушиться его политика разрядки.

### Последние годы
В 1977—1983 годах Брандт был председателем Независимой комиссии «Север — Юг». Возглавлял фонд «Мир и развитие».
В 1987 году после ухода в отставку с поста председателя СДПГ избран почётным председателем партии.
Одним из его последних появлений на публике был полёт в Ирак 9 ноября 1990 года с целью освобождения 174 западных заложников Саддама Хусейна. С августа 1992 года состояние здоровья Брандта стало сильно ухудшаться. Он умер от рака 8 октября 1992 года в 16 часов 35 минут.
- Вилли Брандт и Джон Ф. Кеннеди. 13 марта 1961 г.
- Во время интервью после победы на выборах 1969 года
- Вилли Брандт и Ричард Никсон на пресс-конференции. 29 декабря 1971 г.
- Вилли Брандт в Мюнстере. 1988
- почтовая марка ФРГ, посвящённая В. Брандту. 1993 100 пф  (Sc #1819)

## Частная жизнь
Первая жена (1941—1948) — Анна Карлотта Торкильдсен (1904—1980).
- Дочь — Нинья Фрам  (род. 1940), норвежская учительница.

Вторая жена (1948—1980) — Рут Бергауст (1920—2006), девичья фамилия Хансен, норвежская и немецкая писательница.
- Сын — Петер Брандт[нем.]] (род. 1948), немецкий историк.
- Сын — Ларс Брандт[нем.] (род. 1951), немецкий писатель и художник.
- Сын — Маттиас Брандт (род. 1961), немецкий актёр.

Третья жена (с 9 декабря 1983 года по 8 октября 1992 года) — Бригитта Зеебахер (род. 1946), немецкая журналистка, историк и публицист.
Брандт исповедовал лютеранство и был членом Евангелической церкви Германии.

## Награды
| Страна            | Дата            | Награда                                                                                       | Награда                                                                                       | Литеры  |
| ----------------- | --------------- | --------------------------------------------------------------------------------------------- | --------------------------------------------------------------------------------------------- | ------- |
| Германия          | 1959            | Кавалер Большого креста 1 степени ордена «За заслуги перед Федеративной Республикой Германия» | Кавалер Большого креста 1 степени ордена «За заслуги перед Федеративной Республикой Германия» |         |
| Норвегия          | 1960            | Кавалер Большого креста ордена Святого Олафа                                                  | Кавалер Большого креста ордена Святого Олафа                                                  |         |
| Италия            | 8 августа 1965  | Кавалер Большого креста ордена «За заслуги перед Итальянской Республикой»                     | Кавалер Большого креста ордена «За заслуги перед Итальянской Республикой»                     |         |
| Исландия          | 1968            | Кавалер Большого креста ордена Исландского сокола                                             | Кавалер Большого креста ордена Исландского сокола                                             |         |
| Нидерланды        | 1969            | Кавалер Большого креста ордена Оранских-Нассау                                                | Кавалер Большого креста ордена Оранских-Нассау                                                |         |
| Дания             | 1970            | Кавалер Большого креста ордена Даннеброг                                                      | Кавалер Большого креста ордена Даннеброг                                                      | S.K.    |
| Мальтийский орден | 1970            | Кавалер Большого креста ордена Заслуг pro Merito Melitensi Гражданского дивизиона             | Кавалер Большого креста ордена Заслуг pro Merito Melitensi Гражданского дивизиона             |         |
|                   | 1971            | Лауреат Нобелевской премии мира                                                               | Лауреат Нобелевской премии мира                                                               |         |
| Бельгия           | 1971            | Кавалер Большого креста ордена Короны                                                         | Кавалер Большого креста ордена Короны                                                         |         |
| Япония            | 1971            | Кавалер ордена Восходящего солнца 1 степени                                                   | Кавалер ордена Восходящего солнца 1 степени                                                   |         |
| Иран              | 11 октября 1971 | Юбилейная медаль 2500-летия основания Персидской империи                                      | Юбилейная медаль 2500-летия основания Персидской империи                                      |         |
| Австрия           | 1972            | Кавалер Большого креста с Золотой звездой                                                     | почётного знака «За заслуги перед Австрийской Республикой»                                    |         |
| Австрия           | 1961—1972       | Кавалер Большого креста с Серебряной звездой                                                  | почётного знака «За заслуги перед Австрийской Республикой»                                    |         |
| Швеция            | 1972            | Командор Большого креста ордена Васы                                                          | Командор Большого креста ордена Васы                                                          | KmstkVO |
| Франция           | 1973            | Кавалер Большого креста ордена Почётного легиона                                              | Кавалер Большого креста ордена Почётного легиона                                              |         |
| Израиль           | 1981            | Золотая медаль Бней-Брит                                                                      | Золотая медаль Бней-Брит                                                                      |         |
| НРБ               | 1984            | Димитровская премия                                                                           | Димитровская премия                                                                           |         |
|                   | 1985            | Лауреат премии мира Альберта Эйнштейна                                                        | Лауреат премии мира Альберта Эйнштейна                                                        |         |
| Перу              | 1986            | Кавалер Большого креста ордена Солнца Перу                                                    | Кавалер Большого креста ордена Солнца Перу                                                    |         |
| Чехия             | 2000            | Кавалер Большого креста ордена Белого льва (посмертно)                                        | Кавалер Большого креста ордена Белого льва (посмертно)                                        |         |

## Книги
- Вилли Брандт Мирная политика в Европе = Friedenspolitik in Europa. — М.: Прогресс, 1969. — 170 с. — Рассылается по специальному списку
- Вилли Брандт Воля к миру: перспективы политики. — М.: Прогресс, 1972. — 325 с. — Рассылается по специальному списку
- Вилли Брандт Организованное безумие. Гонка вооружений и голод в мире = Der organisierte Wahnsinn. — М.: Прогресс, 1986. — 195 с. — Рассылается по специальному списку
- Вилли Брандт Права человека — поруганные и преступно нарушаемые = Menschenrechte Mißhandelt und Mißbraucht Reinbek. — М.: Прогресс, 1988. — 92 с. — Рассылается по специальному списку
- Вилли Брандт Воспоминания. — Новости, 1991. ISBN 5-7020-0153-2
- Вилли Брандт Демократический социализм. Статьи и речи. — Республика, 1992. ISBN 5-250-01286-8
- Вилли Брандт, Генри Киссинджер, Валери Жискар д'Эстен Брежнев. Уйти вовремя. — Алгоритм, 2012. ISBN 978-5-4438-0120-9